# Stenåldersmannen från Stora Bjärs i Stenkyrka
Stenåldersmannen från Stora Bjärs i Stenkyrka är ett skelett av en man som påträffades 1953 vid gården Stora Bjärs i Stenkyrka socken på Gotland. Skelettet är ett av de äldre gravfynden från Gotland. 
Området där fyndet påträffades hade använts som sandtag och sedan en bronsåldersskära påträffats 1953 i sandslänten vid grustaget, inleddes en arkeologisk undersökning av vad som visade sig vara en bronsåldersboplats. Sedan utgrävningarna avslutats påträffades skelettet av en gris på platsen, ett uppenbart tämligen modernt skelett från nyare tid då platsen använts för att gräva ned självdöda djur. Gårdens 14-årige son Per-Åke fick i uppgift att gräva ut skelettet. Han rapporterade dock snart att han fått fram ben som inte såg ut som de övriga. Vid kontroll visade det sig vara knäskålen av en människa och vid närmare undersökning visade sig att hela människoskelettet låg i orört läge i en grav alldeles intill "grisgropen".
Skelettet visade sig placerat i hockerställning. Det dåliga bevarandeförhållandet, och det faktum att man tyckte sig kunna se en benspets på insidan av bäckenbenet samt en skada på kraniet vilket gjorde graven intressant, ledde till att man valde att ta in skelettet som preparat till Gotlands fornsal för undersökning.
Bland fynden i graven fanns två hjorthornsspetsar, som visade sig vara tryckstockar, två större flintspån som bör ha varit någon form av skärredskap samt fragment av en flinteggad benpilspets. Själva benpilspetsfragmentet påträffades i höjd med bäckenpartiet. Några flintspån påträffades inte i anslutning till spetsen, men fem sådana spån fanns på olika håll i graven, bland annat ett vid höger axel. Om fragmentet är spåren av en pil som skjutits in i mannens kropp eller om en, troligen defekt pil lagts i graven är osäkert.
Skelettet hade fått en skada på höger sida av hjässbenet, där en benflisa slagits ut så att det lämnats en öppning i skalltaket. Skadan hade dock börjat läka, vilket visar att mannen överlevt skadan. Däremot hade han en skada på vänster underkäke, där käken krossats och sex tänder slagits ut. Denna skada hade inte börjat läka och torde ha inträffat i samband med dödstillfället. Mannen antas ha varit 35–40 år gammal vid dödstillfället.
Skelettet härrör från mesolitikum, närmare bestämt omkring år 7 000–5 000 f.Kr.
Skelettet förvaras på Gotlands museum.